# Ерих Хоф
Ерих Хоф (на немски: Erich Hof) (3 август 1936, Виена, Австрия – 25 януари 1995, Виена, Австрия) е австрийски футболист и по-късно треньор. Той е един от най-успешните нападатели в историята на австрийския национален отбор по футбол.